# Pleasant View (Utah)
Pleasant View és una població dels Estats Units a l'estat de Utah. Segons el cens del 2000 tenia 5.632 habitants.

## Demografia
Segons el cens del 2000, Pleasant View tenia 5.632 habitants, 1.740 habitatges, i 1.487 famílies. La densitat de població era de 323,1 habitants per km².
Dels 1.740 habitatges en un 42,6% hi vivien nens de menys de 18 anys, en un 74,7% hi vivien parelles casades, en un 8% dones solteres, i en un 14,5% no eren unitats familiars. En el 13% dels habitatges hi vivien persones soles el 5,1% de les quals corresponia a persones de 65 anys o més que vivien soles. El nombre mitjà de persones vivint en cada habitatge era de 3,24 i el nombre mitjà de persones que vivien en cada família era de 3,55.
Per edats la població es repartia de la següent manera: un 32,7% tenia menys de 18 anys, un 10,8% entre 18 i 24, un 24,2% entre 25 i 44, un 22,2% de 45 a 60 i un 10,1% 65 anys o més.
L'edat mediana era de 32 anys. Per cada 100 dones de 18 o més anys hi havia 98 homes.
La renda mediana per habitatge era de 62.123 $ i la renda mediana per família de 66.542 $. Els homes tenien una renda mediana de 41.568 $ mentre que les dones 30.308 $. La renda per capita de la població era de 22.694 $. Entorn de l'1,6% de les famílies i el 2,6% de la població estaven per davall del llindar de pobresa.

## Poblacions més properes
El següent diagrama mostra les poblacions més properes.